# الدكتورة منال ترقص (فلم)
الدكتوره منال ترقص فيلم مصري للمخرج سعيد مرزوق عام 1991، كتبه اللبناني محمد بديع سربيه، سيناريو وحوار شريف المنباوي. الفيلم يروي قصة سلامة مالك ملهى ليلي ومتزوج من راقصة ويخفي حقيقة عمله عن ابنته التي تعيش في الإسكندرية، ويدعي التقوى وأنه من رجال الأعمال، تتعرف ابنته على شاب يعمل بالأمم المتحدة ويتفقان على الزواج، يفاجأ بحقيقة الأب.

## عن المخرج
مخرج وكاتب مصري ولد عام 1940، وتربى في أسرة فقيرة. تفتحت عيناه على السينما وهو في سن الثانية عشرة، فقد كان منزله ملاصقًا لأستوديو مصر، وأبهره هذا العالم الغريب بكل مواصفاته. عمل في الإذاعة الأوروبية، وكان مهتمًا أيضًا بالموسيقى، فعمل في إعداد البرامج الموسيقية، ثم انتقل للعمل بالتليفزيون المصري، فأخرج أغنية (أنشودة)، ثم كتب وأخرج فيلم (أعداء الحرية)، وشارك به في مهرجان (ليبزغ) الألماني، وحصل على الجائزة الثانية في هذا المهرجان، ثم تلاه بفيلم (الطبول) الذي نال عنه جائزة الدولة في الإخراج والتصوير والمونتاج في ذلك العام. اتجه بعد ذلك لإخراج أول أفلامه الروائية الطويلة (زوجتي والكلب) عام 1971، كما أخرج عددًا من المسلسلات مثل مسلسل (ابن سيناء)، ومسلسل (صقر قريش). لم يدرس المخرج سعيد مرزوق السينما على يد أحد، ولم يكن من خريجي أحد المعاهد السينمائية إنما كانت السينما نفسها هي مدرسته، وحول مرضه الأخير، أشار وكيل نقابة السينمائيين، أن سعيد مرزوق عانى لسنوات طويلة من المرض، وكان مقعدًا في الفترة الأخيرة، حيث عانى من مرض السكري وتم بتر قدمه، وسافر إلى الخارج من أجل تلقي العلاج.  توفي في سبتمبر 2014 بعد صراع مع المرض عن عمر يناهز 74 عامًا.

## طاقم التمثيل

### الشخصيات الرئيسية
- كمال الشناوي بدور (سلامة المعجباني)
- صلاح ذو الفقار بدور (اللواء منصور عوني)
- فاروق الفيشاوي بدور (علاء منصور عوني)
- نجوى فؤاد بدور (سميرة)
- سامي العدل بدور (حسّان بيه)
- ماجدة نور الدين بدور (الدكتورة منال)
- ناجي سعد بدور (طاطي)
- عثمان عبد المنعم بدور (صلاح الإسترليني)

### بالاشتراك مع
- راوية أباظة
- حمدي السخاوي
- مها عزت - ميرفت الشناوي - وحيد حمدي - عمر عزالدين - حلمي عبد الوهاب - الراقصة منى خالد - المطربة ياسمينا.[12]

## أحداث الفيلم
سلامه عجب (كمال الشناوى) الشهير بسلامه المعجبانى، بدأ حياته العملية آلاتى بفرقة حسب الله، ثم عمل بالملاهى الليلية وراء الراقصات، وبعدة طرق غير مشرفة تمكن من تكوين ثروة، مما أتاح له فرصة إمتلاك ملهى ليلى يعج بالفتيات الساقطات، ليستغل الزبائن بالخمور والفتيات ولعب القمار حتى آخر مافى جيوبهم، وتزوج من الراقصة سميره (نجوى فؤاد) وكان يحيط الملهى برقابة صارمة تنذره عند إقتراب أي فرد من مباحث الأدآب أو المصنفات الفنية، وقد كان لسلامه عجب ابنة أراد لها أن تنشأ في بيئة صالحة غير بيئته المنحطة، فأرسلها للعيش لدى خالتها بالإسكندرية حتى دخلت كلية الأدآب قسم تاريخ، وحلم سلامه بأن تصبح ابنته منال (ماجده نور الدين) دكتورة، وكان في الأجازات التي تزور فيها منزله يتظاهر بالتقوى والورع وأدخل في روع ابنته إنه يعمل بما يرضى الله في الإستيراد والتصدير بالحلال، مما جعل منال تفخر بوالدها سلامه، وكان مساعده طاطى (ناجى سعد) يعمل على إخفاء عمل معلمه سلامه عن ابنته منال، وبأحد رحلات منال للأقصر لدراسة الآثار، تقابلت مع رجل الخارجية علاء عونى (فاروق الفيشاوى) ابن لواء شرطة سابق هو اللواء منصور عوني (صلاح ذو الفقار) وكان علاء مصاحبًا لوفد من الأجانب يزور مصر، وتعرفت منال على واحد من أعمام علاء وهو من كبار عائلات الأقصر، وتبادل علاء مع منال الإعجاب، وحاول علاء بعدها مقابلة منال عدة مرات مصادفة، وتخرجت منال من الجامعة ورغبت في الإقامة مع والدها، الذي إضطر لإخلاء منزله من كل مايغضب الله، وتحجبت زوجته وبقية الراقصات بالمنزل، حتى أنقذته منال برغبتها لنيل درجة الدكتوراه من جامعة نيويورك، وسافرت بالفعل، وفي نفس الوقت حرص اللواء منصور عوني، على دعم ابنه علاء بتقديمه لرجل الخارجية المهم حسان (سامى العدل) ليلحقه بالعمل لدى وفد مصر الدائم بالأمم المتحدة في نيويورك، وذلك بمحاولة التقريب بين علاء وابنة حسان الدلوعة بريهان (مها عزت) ونجح في ذلك وسافر علاء إلى نيويورك حيث إلتقى هناك مع منال، وزاد تقاربهما وإرتباطهما، وإتفقا على الزواج، بينما تمكن ضابط الأدآب (حمدى السخاوى) من ضبط سلامه المعجبانى وشلته وهم يلعبون القمار بمنزله، وكان نصيبه السجن عاما مع مساعده طاطى، وحمد سلامه الله أن ابنته منال بعيدة عن أرض الوطن، وخرج سلامه من السجن وتابع عمل الملهى الذي كانت تديره زوجته سميره في فترة غيابه، وعادت منال بعد نيل الدكتوراه، وعاد معها علاء ليتعرف على والدها رجل الأعمال التقي سلامه عجب ويخطبها منه، وقدم علاء حبيبته منال إلى والده منصور الذي أجرى تحرياته عن أهل منال، فعلم أن والدها قواد، فدعى ابنه ومعه منال لسهرة بملهى المعجبانى حيث يغنى وترقص زوجته، ليعلم علاء عمل والد حبيبته، وتكتشف منال عمل والدها الحقيقى، وتقرر منال العمل بالرقص، بينما عاد علاء وحده إلى نيويورك.

## استقبال الفيلم
كتب موقع "غاوي سينما": "من افلام المخرج سعيد مرزوق، والذي قدم روائع للسينما في السبعينات والثمانينات، ولكن في هذا الفيلم اراد تقديمه في شكل تجاري بحت. الفيلم إنتاج عام 1991، ولم يكن حظه من النجاح التجاري كبيرا وقتها، وان كان مخرجه قد ضحى بالكثير ليخرجه في شكل تجاري، وصرح لاحقا لأحد الصحفيين أنه قدم هذا الفيلم لحاجته للمال في ذلك الوقت، نفس الشئ الذي قاله الراحل كمال الشناوي حين سئل عن ذلك الفيلم في أحد البرامج الحوارية الاذاعية.

## وصلات خارجية
- مقالات تستعمل روابط فنية بلا صلة مع ويكي بيانات
- الدكتوره منال ترقص (فيلم)